# Брухберг
Брухберг (нем. Bruchberg) — гора в Германии. Брухберг — одна из высочайших гор Гарца (третья по высоте), высота над уровнем моря — 927 м, находится на территории земли Нижняя Саксония. Расположена в центре Национального парка «Гарц». Верхняя часть Брухберга больше похожа на плато и не имеет отчётливой вершины. Плато частично покрыто деревьями, но в последние годы на солнечных южных склонах деревья в значительной степени прорежены в результате заражения короедом.
По распространённому мнению, вершиной считается Вольфсварте, отдельное возвышение на верхней части горы. Действительная высота Вольфсварте — 918 м.

## Галерея

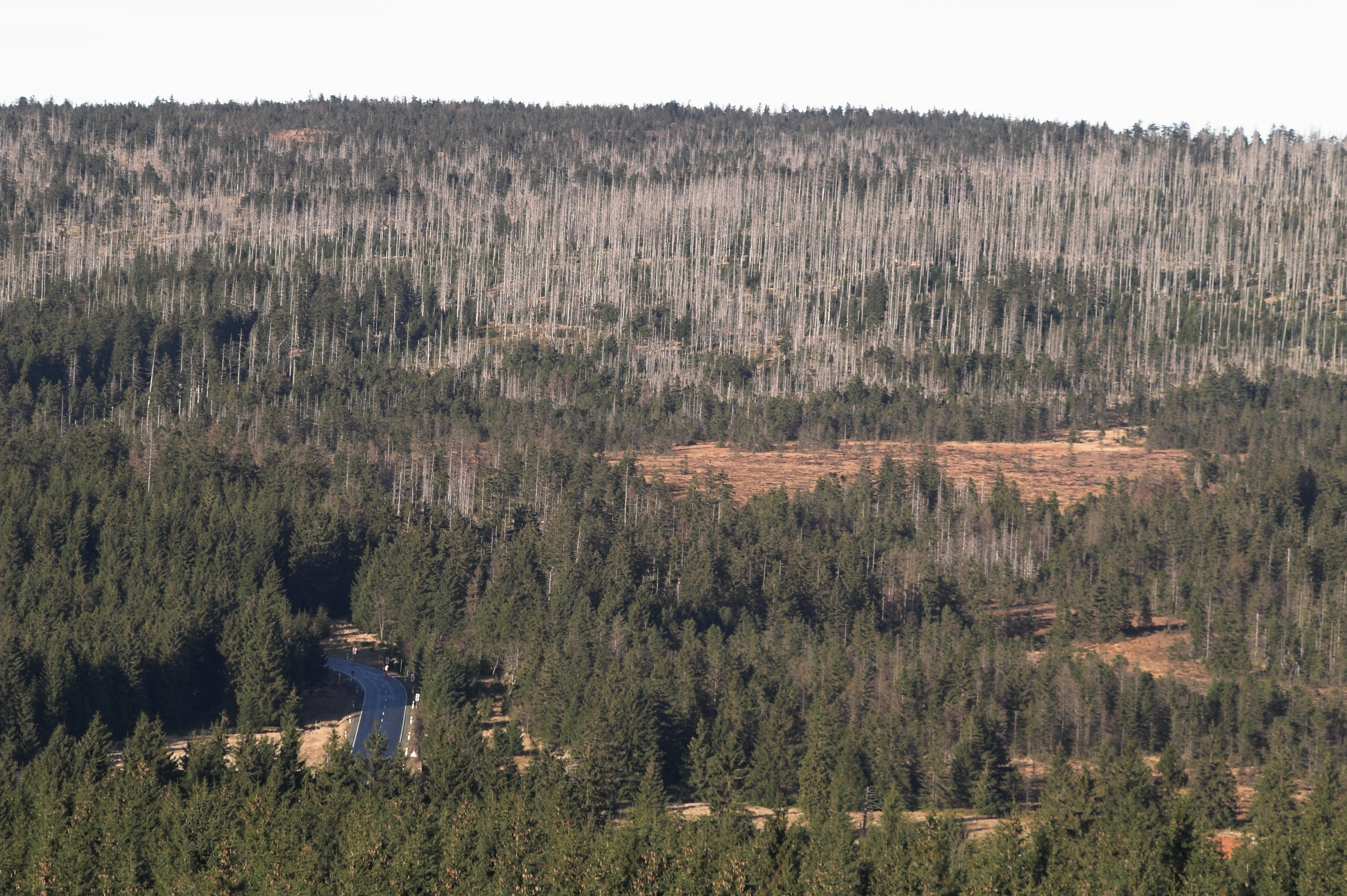
Вид на южный склон с горы Зонненберг
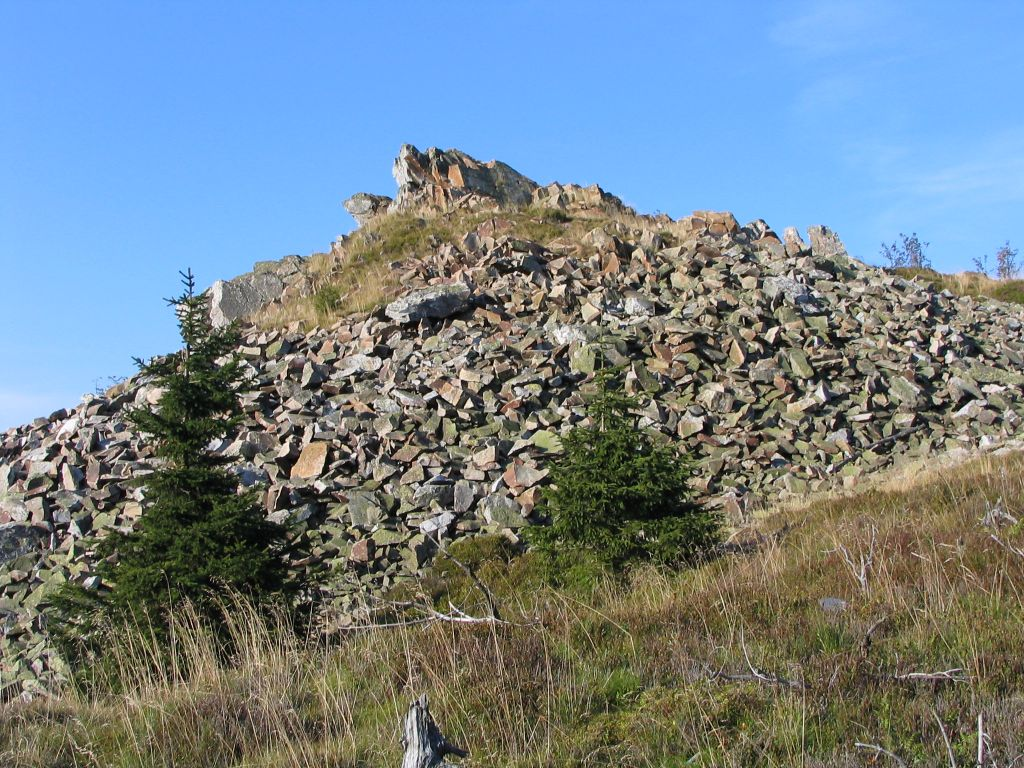
Вольфсварте